# 純愛 (ザ・テンプターズの曲)
「純愛」（じゅんあい）は、ザ・テンプターズの楽曲で、5枚目のシングルである。1968年12月14日に日本ビクター（フィリップス・レコードレーベル）から発売。
「おかあさん」の次作シングルで、当初はB面で発売予定だったが、急遽A曲に変更となった。リリースされて1ヶ月程で、オリコンチャート週間最高8位にランクイン。但し、ザ・テンプターズとしてオリコン10位以内に入ったヒット曲は、当シングルが最後となった。
B面の『涙のあとに微笑みを』は、東京映画製作のザ・テンプターズ主演映画『ザ・テンプターズ 涙のあとに微笑みを』の主題歌である。

## 収録曲
- 全作詞：なかにし礼　作曲:村井邦彦　編曲:川口真

1. 純愛 (2:43) ソロ：萩原健一
2. 涙のあとに微笑みを ソロ：萩原健一

## カバー
- 桑田佳祐 - 2019年6月5日発売のライブビデオ『平成三十年度! 第三回ひとり紅白歌合戦』に収録されている。